# Associação Desportiva Leônico
L'Associação Desportiva Leônico, noto anche semplicemente come Leônico, è una società calcistica brasiliana con sede nella città di Salvador, capitale dello stato di Bahia.

## Storia
Il club è stato fondato il 3 aprile 1940. Il Leônico ha vinto il Campionato Baiano nel 1966. Il club ha partecipato al Campeonato Brasileiro Série A nel 1979 e nel 1985.

## Palmarès

### Competizioni statali
- Campionato Baiano: 1

1966